# Дік Вульф
Рі́чард Е́нтоні «Дік» Вульф (англ. Richard Anthony «Dick» Wolf; нар. 20 грудня 1946 року, Нью-Йорк, США) — американський продюсер та сценарист, що спеціалізується на кримінальних драмах на кшталт «Поліція Маямі» та «Закон і порядок».

## Кар'єра
Дік Вольф почав свою кар'єру копірайтером в рекламному агентстві Benton & Bowles. Він написав кілька сценаріїв для кінематографа, зокрема «Маскарад», який був добре прийнятий. Потім продовжив на телебаченні в команді сценаристів серіалу Капітан Фурілло. У 1986 році він був номінований на премію Еммі за епізод, в якому він був єдиним сценаристом. Потім він приєднався до команди «Поліція Маямі» як сценарист і продюсер.
У 1990 році він створив серіал «Нью-Йорк, судова поліція», який транслювався на NBC до 2010 року. Він також написав інші похідні серіали, включаючи «Закон і порядок: Спеціальний корпус», «Закон і порядок: Злочинні наміри», «Закон і порядок: Суд присяжних», «Закон і порядок: Лондон», «Закон і порядок: Париж», «Закон і порядок: Лос-Анджелес».
У 2012 році він розробив телевізійне шоу Chicago Fire, а потім три супутні проєкти: Chicago Med, Chicago P.D. і Chicago Justice.
У 2018 році він створив FBI, після чого у 2020 році вийшов спіноф: FBI: Most Wanted, продюсером якого він був, а в 2021 році FBI International, 3-я серія франшизи.

## Сім'я
Одружений з Ноель Ліппман, є одна дитина.

## Продюсер
- Поліція Маямі: Відділ моралі (1984-1989)
- Нічия земля (1987)
- Маскарад (1988)
- Х.Е.Л.П. (1990)
- Закон і порядок (1990-2010; 2022-)
- Дикий пляж (1993)
- Поліцейські під прикриттям (1994-1998)
- Ізгой (1998)
- Закон і порядок: Спеціальний корпус (1999-)
- D.C. (2000)
- Закон і порядок: Злочинні наміри (2001-2011)
- Вежі-близнюки (2003)
- Міцна мережа (2003-2004)
- Закон і порядок: Суд присяжних (2005)
- Переконання (2006)
- Поховайте моє серце в Вундед Ні (2007)
- Закон і порядок: Лондон (адаптація серіалу «Закон і порядок») (2009-2014)
- Закон і порядок: Лос-Анджелес (2010-2011)
- Пожежники Чикаго (2012-)
- Поліція Чикаго (2014-)
- Медики Чикаго (2015-)
- Правосуддя Чикаго (2017-)
- Закон і порядок: Справжній злочин (2017)
- ФБР (2018-)
- ФБР: Найбільші злочинні (2020-)
- ФБР: Інтернешнл (2021-)
- Закон і порядок: Організована злочинність (2021-)

## Сценарист
- Блюз Хілл-стріт (1981-1987)
- Поліція Маямі: Відділ моралі (1984-1989)
- Нічия земля (1987)
- Маскарад (1988)
- Закон і порядок (1990-2010; 2022-)
- Шкільні узи (1992)
- Поліцейські під прикриттям (1994-1998)
- Ізгой (1998)
- Закон і порядок: Спеціальний корпус (1999-)
- Закон і порядок: Злочинні наміри (2001-2011)
- Міцна мережа (2003-2004)
- Закон і порядок: Суд присяжних (2005)
- Переконання (2006)
- Закон і порядок: Париж (адаптація серіалу «Закон і порядок: Злочинні наміри») (2007-2008)
- Закон і порядок: Лондон (адаптація серіалу «Закон і порядок») (2009-2014)